# Koenraad II van Beieren
Koenraad II van Beieren (Regensburg, september of oktober 1052 - aldaar, 10 april 1055) was van 1054 tot aan zijn dood hertog van Beieren. Hij behoorde tot de Salische dynastie.

## Levensloop
Koenraad II was de tweede zoon van keizer Hendrik III van het Heilige Roomse Rijk uit diens tweede huwelijk met Agnes van Poitou, dochter van hertog Willem V van Aquitanië. 
In 1054 benoemde zijn vader hem tot hertog van Beieren, als opvolger van zijn oudere broer Hendrik IV, die dat jaar tot Rooms-Duits koning werd gekroond. Koenraad bleef niet lang in zijn functie van hertog van Beieren omdat hij in april 1055 overleed hij op  tweejarige leeftijd. Zijn moeder Agnes van Poitou nam vervolgens de regeringszaken in Beieren van haar overleden zoon over.
Koenraads broer Hendrik IV liet hem later bijzetten in de Harzburg, waar zijn lijk in 1074 het slachtoffer werd van grafschennis.